# Curvularia tomato
Curvularia tomato är en svampart som först beskrevs av Ellis & Barthol., och fick sitt nu gällande namn av Munt.-Cvetk. 1957. Curvularia tomato ingår i släktet Curvularia och familjen Pleosporaceae.   Inga underarter finns listade i Catalogue of Life.